# Praxiteles
Praxiteles (ca. 370 – 330 før Kristus) var græsk billedhugger.
Hans stående figurer har kroppen bøjet i en bestemt linje, kaldet den "praxiteliske kurve".